# Disco Boy
Disco Boy ist ein Spielfilm von Giacomo Abbruzzese aus dem Jahr 2023. Erzählt werden die verflochtenen Geschichten eines Mitglieds der französischen Fremdenlegion und eines Mannes in einem Dorf im Nigerdelta. Die Hauptrollen übernahmen Franz Rogowski und Morr N’Diaye. Der Film wurde im Februar 2023 im Rahmen der Internationalen Filmfestspiele Berlin uraufgeführt.

## Handlung
Nach einer langen und beschwerlichen Reise durch Europa erreicht der Belarusse Alex Paris, um sich der Fremdenlegion anzuschließen. Auf der Suche nach einem neuen Leben ist er zu allem bereit, um die versprochenen neuen Ausweispapiere zu erhalten. Währenddessen kämpft Jomo im Nigerdelta gegen Ölfirmen, die das Leben in seinem Dorf bedrohen. Er führt eine bewaffnete Gruppe an, die eines Tages französische Staatsbürger entführt. Daraufhin wird die von Alex’ angeführte Einheit entsandt, um die Zivilisten zu befreien. Das Treffen der beiden Männer hat unerwartete Auswirkungen. Alex’ und Jomos Schicksale überschneiden sich, setzen sich über Grenzen, Körper, Leben und Tod hinweg fort.

## Hintergrund

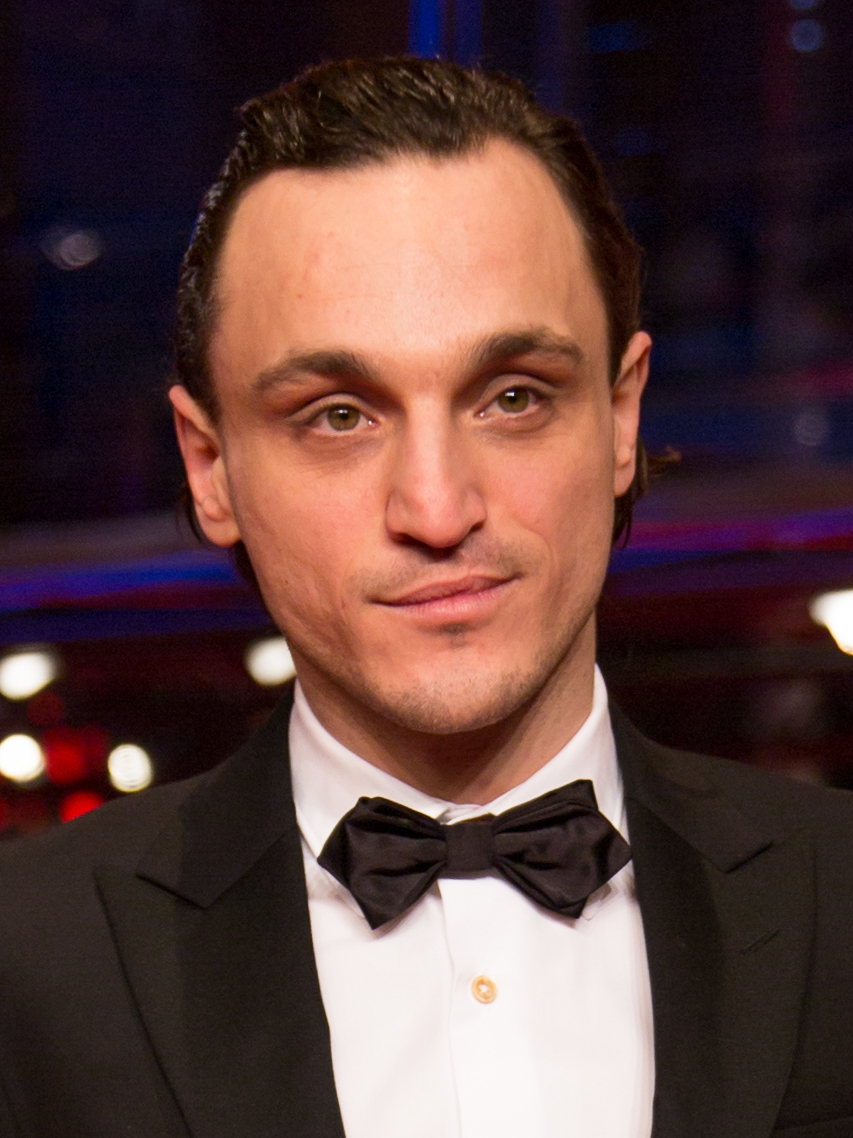
Franz Rogowski übernahm die Hauptrolle des Alex

Disco Boy ist das Spielfilmdebüt des in Italien geborenen Regisseurs und Drehbuchautors Giacomo Abbruzzese. Er entwickelte den Film während des vom Filmfestival von Cannes initiierten Artist-in-Residence-Programms Cinéfondation. Das Werk wurde von den Gesellschaften Donten & Lacroix Films, Dugong Films und Films Grand Huit produziert. Der preisgekrönte deutsche Schauspieler Franz Rogowski, der zuvor mit Erfolg in dem italienischen Fantasyfilm Freaks Out (2021) aufgetreten war, übernahm die Rolle des Alex. Der aus Gambia stammende Morr N’Diaye wurde für den Part des Jomo verpflichtet. Er war durch seine Mitwirkung an dem Dokumentarfilm Tumaranké (2018) entdeckt worden. Die weibliche Figur der Udoka wurde mit der ivorischen Frauenaktivistin, Influencerin und Model Laetitia Ky besetzt. In weiteren Rollen sind der Kroate Leon Lucev, der Italiener Matteo Olivetti, der Pole Robert Więckiewicz und der Belgier Mutamba Kalonji zu sehen.
Die Dreharbeiten fanden ab September 2021 in der französischen Region Île-de-France statt. Es waren insgesamt 33 Drehtage für die Produktion veranschlagt. Weitere Dreharbeiten sollten das Filmteam um die preisgekrönte Kamerafrau Hélène Louvart im Oktober in den polnischen Teil der Karpaten sowie auf die im Indischen Ozean gelegene Insel Réunion führen.

## Veröffentlichung
Die Premiere des Films fand am 19. Februar 2023 im Rahmen der Internationalen Filmfestspiele Berlin statt. Die Erstausstrahlung im Schweizer Free-TV erfolgte am 2. November 2023 auf SRF 1.

## Auszeichnungen

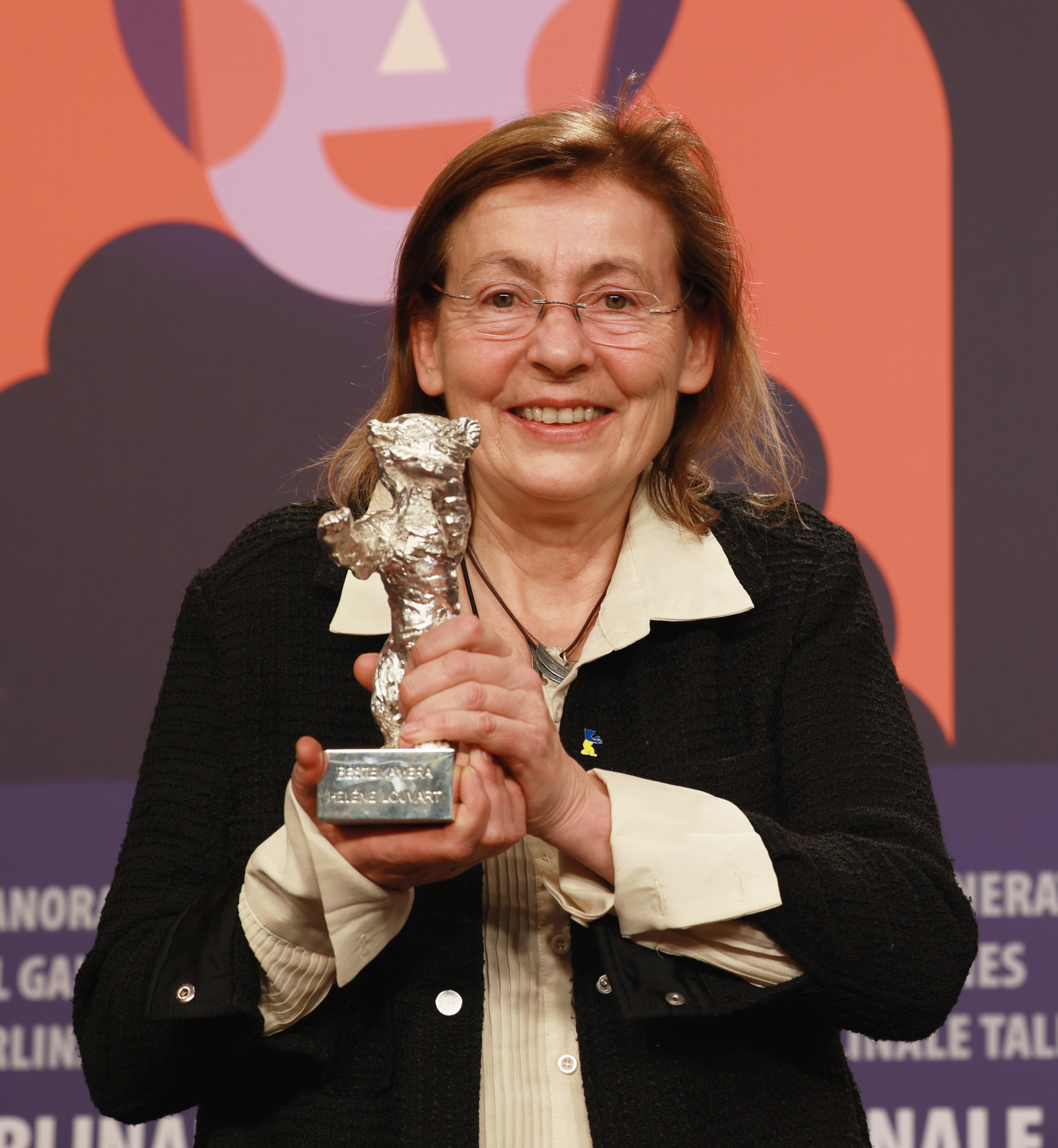
Kamerafrau Hélène Louvart mit ihrem gewonnenen Silbernen Bären

Disco Boy erhielt eine Einladung in den Wettbewerb um den Goldenen Bären, den Hauptpreis der Berlinale. Dort wurde Kamerafrau Hélène Louvart mit dem Silbernen Bären (Herausragende künstlerische Leistung) ausgezeichnet. Der Film war auch für den Amnesty International Filmpreis nominiert.